# خانواده مایکلسون
خانواده مایکلسون (به انگلیسی: Original Vampires) یک خانواده از اولین خون‌آشام‌ها هستند که تمام خون‌آشام‌های کنونی از نسل خونی آن‌ها به وجود آمده‌اند.

این خانواده به عنوان قدرتمندترین و شکست ناپذیرترین خون‌آشام‌های تاریخ شناخته شده‌اند.

با توجه به افسانه‌های باستانی، پس از این که جوانترین پسر خانواده، «هنریک» به دست گرگینه‌ها کشته شد، جادوگر قدرتمند خانواده، «استر»، به منظور حفاظت از خانواده، شوهرش «مایکل» و پنج فرزند خود، «فین»، «الایژا»، «کلاوس»، «کول» و «ربکا» را به خون‌آشام تبدیل کرد.

## اعضای خانواده
|                                            | نقش              | گونه         | فصل                           | وضعیت                            | روابط عاشقانه                                                     |
| ------------------------------------------ | ---------------- | ------------ | ----------------------------- | -------------------------------- | ----------------------------------------------------------------- |
| سباستین روشه                               | مایکل مایکلسون   | خون‌آشام اصیل | فصل ۱: دوره‌ای فصل ۲: اصلی     | کشته شده توسط کلاوس مایکلسون     | استر مایکلسون                                                     |
| آلیس ایوانز                                | استر مایکلسون    | جادوگر اصیل  | فصل دوم                       | کشته شده توسط کلاوس مایکلسون     | مایکل مایکلسون انسل                                               |
| رایلی ولکل                                 | فریا مایکلسون    | جادوگر اصیل  | از فصل دوم                    | زنده                             | کلین                                                              |
| کاسپر زافر                                 | فین مایکلسون     | خون‌آشام اصیل | فصل سوم                       | کشته شده توسط گاز لوشن لوشن کستل | سیج                                                               |
| دنیل گیلیز                                 | الایژا مایکلسون  | خون‌آشام اصیل | تمام فصل‌ها                    | خودکشی به همراه کلاوس مایکلسون   | کاترینا پترووا آیا الرشید سلست دبویس هیلی مارشال آنتونیت جیدا     |
| جوزف مورگان                                | نیکلاوس مایکلسون | دورگه اصیل   | تمام فصل‌ها                    | خودکشی به همراه الایژا مایکلسون  | کاترینا پتروا هیلی مارشال آرورا د مارتل کرولاین فوربس کمیل اوکانل |
| ناتائیل بازولیک                            | کول مایکلسون     | خون‌آشام اصیل | از فصل سوم                    | زنده                             | داوینا کلیر                                                       |
| کلر هولت                                   | ربکا مایکلسون    | خون‌آشام اصیل | فصل ۱ و ۲ :اصلی فصل ۳: دوره‌ای | زنده                             | مت داناوان مارسل جرارد                                            |
| سامر فونتانا(کودکی) دنیله رز راسل(نوجوانی) | هوپ مایکلسون     | سه رگه اصیل  | از فصل دوم                    | زنده                             | لندن کربی                                                         |

## تاریخ خانواده
در قرن ۱۰ اروپا و عصر وایکینگ‌ها، دهکده‌ای توسط مهاجمان وایکینگ مورد حمله قرار گرفت و تمام ساکنان قتل‌عام شدند و تنها بازماندگان جادوگر جوانی به نام «استر» و خواهرش «دالیا» بودند که توسط وایکینگ‌ها دستگیر شدند.

دالیا توانست با کمک جادوی خود جان خویش و خواهرش را نجات بدهد و سعی داشت تا از جادو هم از آنجا بگریزد، درحالی که استر در این میان عاشق وایکینگی به نام «مایکل» شده بود. او به میراث جادویی خود پشت کرد تا با مایکل، یک زمیندار ثروتمند و وایکینگ جنگجوی قدرتمند ازدواج کند. او و خواهرش دالیا که از دوران کودکی بهترین دوست یکدیگر بوده‌اند، سوگند خورده بودند که همیشه و تا ابد از هم محافظت کنند. دالیا ناراحت بود که استر ترجیح می‌دهد که به جای اینکه با او فرار کند با اسیر کننده خود به شادی و خوشگذرانی بپردازد، درحالی که خودش مثل یک برده زندگی می‌کرد. همچنین یکبار استر به خاطر بودن با مایکل با وی دعوا کرد و این زمانی بود که قلب دالیا شکست.

یک سال بعد از ازدواج با مایکل، استر دریافت که نابارور است ولی علاقه زیادی به داشتن فرزند داشت. او برای کمک به نزد خواهرش پناه برد و از او کمک خواست ولی دالیا بهایی سنگینی را طلب می‌کرد. استر که مشتاقانه فرزند می‌خواست، بهای او را پذیرفت و دالیا نیز راضی به این کار شد.

پس از آن استر باردار شد و فرزند اول او به دنیا آمد، نام او را «فریا» نهادند و کمی بعد نیز پسر آن‌ها «فین» چشم به جهان گشود. در همان زمان دنیای قدیم را ترک کردند و به سوی دنیای جدید حرکت کردند و استر پس از سومین بارداری نام پسر خود را «الایژا» نهاد. مایکل شوهری خوب و پدری بود که فرزندانش خصوصاً که فریا را دوست می‌داشت و ستایش می‌کرد.

در دوران سومین بارداری استر، هنگامی که که مایکل در سفر بود، دالیا برای گرفتن بهایی که درخواست کرده بود آمد، وعده‌ای که استر به او داده بود هر فرزند اول از نسل بود.

دالیا فریا را گرفت و تهدید کرد اگر استر جلودار او شود، دیگر بچه‌هایش را نیز خواهد برد، استر تسلیم شد و به دروغ به همسرش گفت که دخترشان بر اثر طاعون مرده است و بدن او را برای جلوگیری از انتشار بیماری سوزانده‌اند.

استر که نمی‌خواست فرزندان دیگرش نیز به دست دالیا ربوده شوند، به همراه مایکل، فین، متولد نشده‌شان الایژا و دوست استر، «آیانا» ،(جادوگری از نسل بنت)، اروپا را به سمت آمریکا ترک کرد، جایی که از قبل در آن چندین مستعمره وایکینگ وجود داشته‌است.

آنها در یک روستا، در محل شهر کنونی میستیک فالز در ویرجینیا مستقر شدند. درحالی که همسایگان آنها، در ظاهر عادی اما در حقیقت یک گله گرگینه قدرتمند بودند.

مایکلسون‌ها به سرعت عضوی از این جامعه شدند، مایکل یک جنگجوی قدرتمند شد که در جنگ به گرگینه‌ها کمک کرد، آیانا شفا دهنده روستا شد و استر دوباره آموخت که چگونه از سحر و جادوی خود استفاده کند و به سرعت به یک جادوگر بزرگ و قدرتمندترین زمان خود، تبدیل شد.

با این حال، از دست دادن فریا به شدت به مایکل صدمه زده بود، به طوری که از همسر خود دور بود و در نهایت، استر به یک گرگینه جوان و رهبر روستا به نام «انسل» علاقه‌مند شد.

در ابتدای رابطه مخفیانه انسل و استر، مایکل هنوز او را نادیده می‌گرفت، هنگامی که بالاخره استر فرزند انسل را باردار شد و قبل از اینکه بفهمند چه شده‌است، استر به سمت شوهرش بازگشته بود.

هنگامی که استر به مایکل، سومین پسر او، «نیکلاوس» را داد، امید در دل مایکل برای پیوستن دوباره این خانواده به دور هم شکوفا شد. کمی پس از آن نیز سه کودک دیگر استر و مایکل به نام‌های «کول»، «ربکا» و «هنریک» نیز به دنیا آمدند. با این حال مایکل پس از از دست دادن فریا، روز به روز خشن تر و بی‌احساس تر می‌شد و تنفر بی اندازه‌ای نسبت به نیکلاوس داشت.

در حالی که فرزندان خود را او را دوست می‌داشت، می‌خواست آن‌ها را به جنگجویان قدرتمندی تبدیل کند ولی این تنها باعث وحشت فرزندانش از شد.

برای اینکه مایکل به حرامزاده بودن نیکلاوس، پی نبرد، استر به نیک یک آویز طلسم شده داد که او را ضعیف می‌کند و از فعال کردن نفرین گرگینه او جلوگیری می‌کند.

مایکل که این ضعف‌ها را مشاهده می‌کرد، عصبانی شده و باعث می‌شد هر بار به نیکلاوس صدمه بزند و از آن طرف نیز استر انسل را از دیدن پسر خود منع کرد؛ اما وی با این دانش که نیکلاوس نفرین خود را فعال می‌کند، در آن نزدیکی باقی مانده بود.

به‌هرحال شادی این خانواده دیری نپایید که دوباره تبدیل به اندوه شد، زمانی که یک روز، هنگام کامل بودن ماه، نیکلاوس و کوچکترین فرزند خانواده، هنریک پنهانی، برای تماشای تبدیل شدن گرگینه‌ها رفته بودند یکی از گرگ‌ها هنریک را می‌درد و او جان سالم به در نمی‌برد و مایکل که این موضوع را تقصیر نیکلاوس می‌داند تنفرش از او بیشتر می‌شود.

آنها که از داشتن قدرت حفاظت از فرزندان خود باقی مانده ناامید شده بودند اما مایکل که نمی‌خواست دوباره فرار کند، برای حفاظت از فرزندان خود فکر دیگری داشت. مایکل و استر تصمیم گرفتند تا با استفاده از سحر و جادو از صدمه دیدن دوباره فرزندان خود، جلوگیری کنند.

استر از قدرت خورشید و درخت بلوط سفید باستانی استفاده کرد تا فرزندان خود را قوی تر و جاودانه سازد و همچنین با استفاده از خون یک همزاد به نام «تاتیا» که به آن‌ها اجازه می‌دهد تا دوباره متولد شوند.

استر مایکل و پنج فرزند باقی مانده خود را تبدیل کرد، در حالی که خود یک جادوگر باقی ماند.

آنها به اولین خون‌آشام‌های تاریخ تبدیل شده بودند اما به‌هرحال، برای هر قدرت جدید یک نقطه ضعف نیز وجود دارد و بدترین آن‌ها گرسنگی وحشتناک برای خون بود. غیر از عطش، طبیعت هم با آن‌ها به مقابله پرداخته بود. نور خورشید آن‌ها را می‌سوزاند و چوب درخت بلوط سفید و گل‌های اطراف آن نیز (گل شاه پسند) به آن‌ها صدمه می‌زد. اینبار نیز استر راه چاره‌ای یافت، او انگشتری جادویی درست کرد که آن‌ها را از نور خورشید محافظت می‌کرد. آن‌ها درخت بلوط سفید را سوزاندند تا دیگر هیچ چیز به آن‌ها صدمه نرساند.

از بین آن شش خون‌آشام، نیکلاوس بیشتر از همه گرسنگی و خشم را احساس می‌کرد. وقتی او اولین انسان را کشت، نفرین او فعال و راز خیانت مادرش برملا شد. هنگامی که مایکل از حرامزاده بودن وی آگاه شد، خشمگین تر نیمی از روستا را قتل‌عام کرد و انسل را نیز کشت. استر از خون تاتیا استفاده کرد و طلسمی درست کرد که نیمه گرگینه‌ای نیکلاوس را خاموش و پنهان می‌کرد. نیکلاوس که از خیانت مادرش خشمگین بود وی را کشت و تقصیر را بر گردن پدرشان انداخت.

مایکل خشمگین و مغرور به همراه کول و فین از روستا فرار کرد و الایژا، نیکلاوس و ربکا نیز پس از دفن مادر خود آنجا را ترک کردند.

## تاریخچه نام‌ها
با وجود اینکه ریشه خانواده قرن دهم پیش از میلاد در نروژ بازمی‌گردد، بسیاری از اعضای خانواده (غیر از فریا، فین، کول، و هنریک) نام‌های غیر اسکاندیناوی دارند.

بقیه، به غیر از نیکلاوس، نام عبری از کتاب مقدس هستند: مایکل، استر، الایژا و ربکا

همچنین نام خانوادگی مایکلسون در قرن دهم پیش از میلاد نروژ به احتمال زیاد نادرست خواهد بود.

### معانی نام
| نام           | معنی                                       | ریشه        | به انگلیسی قدیم |
| ------------- | ------------------------------------------ | ----------- | --------------- |
| مایکل         | هدیه‌ای از خدا فرشته اعظم پروردگار          | عبری        | ᛗᛁᚲᚨᛖᛚ          |
| استر          | ستاره الهه ستاره صبح و عصر                 | پارسی       | ᛖᛋᚦᛖᚱ           |
| فریا          | بانو الهه عشق و زیبایی                     | اسکاندیناوی | ᚠᚱᛖᛃᚨ           |
| فین           | خوشرو و بور                                | ایرلندی     | ᚠᛁᚾᚾ            |
| الایژا        | خدای من یهوه است الیاس، پیامبر قوم اسرائیل | عبری        | ᛖᛚᛇᚨᚺ           |
| نیکلاوس کلاوس | پیروز رهبر در پیروزی                       | آلمانی      | ᚾᛁᚲᛚᚨᚢᛋ         |
| ربکا          | تله، کمند ربه‌کا، همسر اسحاق                | عبری        | ᚱᛖᛒᛖᚲᚨᚺ         |
| کول           | تیره                                       | نروژی       | ᚲᛟᛚ             |
| هنریک         | حاکمِ خانه                                  | ژرمنی       | ᚺᛖᚾᚱᛁᚲ          |